# Шабанга
Шабанга — река в России, протекает в Кичменгско-Городецком районе Вологодской области. Устье реки находится в 60 км по правому берегу реки Кичменьга. Длина реки составляет 25 км.
Исток реки находится на Северных Увалах близ границы с Никольским районом в юго-восточной части обширного болота Жёлтое в 13 км к юго-западу от деревни Павлово. В верхнем течении течёт на северо-восток, затем поворачивает на юго-восток. Притоки - Малая Шабанга, Кулига (левые); Рассоха (правый). Верхнее и среднее течение проходит по ненаселённому холмистому лесному массиву. Впадает в Кичменьгу на северных окраинах деревни Павлово.

## Данные водного реестра
По данным государственного водного реестра России и геоинформационной системы водохозяйственного районирования территории РФ, подготовленной Федеральным агентством водных ресурсов:
- Бассейновый округ — Двинско-Печорский;
- Речной бассейн — Северная Двина;
- Речной подбассейн — Малая Северная Двина;
- Водохозяйственный участок — Юг;
- Код водного объекта — 03020100212103000010842.